# 苯丙酰氯
苯丙酰氯是一种有机氯化合物，化学式为C9H9ClO。

## 合成与反应
苯丙酰氯可由苯丙酸和氯化亚砜反应制得。
它在氯化铝催化下，可以和苯甲醚反应，生成4-苯丙酰基苯甲醚。它和二乙胺在三乙胺存在下反应，可以得到N,N-二乙基苯丙酰胺。